# Bărbat
Bărbat byl valašský kníže, bratr a nástupce vládce jménem Litovoi, který vládl na území severní Olténie.
V roce 1277 (nebo mezi lety 1277 a 1280), Litovoi odřekl věrnost králi Ladislavu IV. Kumánovi (1272–1290), kdy král žádal území pro svoji korunu, ale Litovoi mu odmítl platit tribut. Král Ladislav IV vyslal trestnou výpravu a Litovoi byl v bitvě proti uherské armádě zabit. Bărbat byl zajat a poslán ke královskému dvoru, kde byl donucen nejen zaplatit výkupné, ale také uznat uherskou vládu. Poté, co Bărbat pod tlakem okolností uznal uherskou suzerenitu, vrátil se do své země.
Všechny tyto události jsou vylíčeny v královském dopise o udělení grantu ze dne 8. ledna 1285, ve kterém král Ladislav IV. daroval vesnice v Šarišské župě (dnes na Slovensku) panu Jiřímu, synovi Šimona, který byl poslán proti Litovoiovi.